# Rafael Caro Raggio
Rafael Caro Raggio (1887-1943) fue un editor español.

## Biografía
Nacido en 1887 en Madrid, contrajo matrimonio en 1913 con Carmen Baroja, escritora y etnóloga y hermana de Pío Baroja y Ricardo Baroja. Rafael Caro Raggio fue fundador en 1917 de la Editorial Caro Raggio. Padre de Pío Caro Baroja y Julio Caro Baroja, falleció el 20 de enero de 1943.